# Synemosyna aschnae
Synemosyna aschnae là một loài nhện trong họ Salticidae.
Loài này thuộc chi Synemosyna. Synemosyna aschnae được Makhan miêu tả năm 2006.